# Aéroport d'Al-'Ula
L'aéroport d'AlUla (code IATA : ULH • code OACI : OEAO)  est situé à 25 kilomètres au sud-est d'Al-'Ula, en Arabie Saoudite. Il est nommé d'après le prince Abdul Majeed bin Abdulaziz. 

## Situation
| Neom Dammam Djeddah Riyadh Médine Al-Hofuf Yanbu Buraidah Abha Al Bahah Haïl Tabuk Ta'if Al-Jawf Al Wajh Arar Bisha Dawadmi Gurayat Najran Qaisumah Rafha Sharurah Al-`Ula Turaif Wadi al-Dawasir |

## Histoire
L'aéroport a commencé ses opérations le 31 octobre 2011 lorsque le premier vol en provenance de Riyad a été opéré par Saudia. C'est l'aéroport le plus proche du site archéologique préislamique de Mada'in Saleh et de l'oasis d'AlUla. 
En mars 2021, l'Autorité générale de l'aviation civile d'Arabie saoudite a autorisé l'atterrissage des vols internationaux à l'aéroport. Selon l'agence de presse saoudienne, la capacité annuelle de l'aéroport est passée de 100 000 passagers à 400 000 et sa superficie est passée à 2,4 millions de mètres carrés. 

## Compagnies et destinations
| Compagnies      | Destinations                 |
| --------------- | ---------------------------- |
| Flydubai        | Dubaï-International          |
| Flynas          | Dammam, Riyadh               |
| Kuwait Airways  | Koweït                       |
| Royal Jordanian | En saison : Amman-Reine-Alia |
| Saudia          | Jeddah, Riyadh               |